# الرويسة
الرويسة قرية سورية تتبع ناحية السودا في منطقة طرطوس في محافظة طرطوس. بلغ عدد سكانها 256 نسمة في عام 2004 حسب إحصاء المكتب المركزي للإحصاء. سكانها من العلويين، وتضم الرويسة أكبر مصنع للإسمنت في سوريا.